# Beyond Dragons
Beyond Dragons ist ein Jazzalbum von Angelika Niescier, Tomeka Reid und Savannah Harris. Die am 17. März 2023 in den Kingsize Sound Labs, Chicago, entstandenen Aufnahmen erschienen am 15. September 2023 auf Intakt Records.

## Hintergrund
Die Cellistin Tomeka Reid war 2022 Improviser in Residence beim Moers Festival, was ihr Gelegenheit gegeben hat, von dieser Plattform ausgehend, neue Projekte anzustoßen und Menschen in ihre Klangwelt voller Ausstrahlungen hinein gezogen zu haben, notierte Stefan Pieper. 2008 engagierte sich die Kölner Saxophonistin Angelika Niescier als allererste Improviser in Residence für genau dasselbe. In Moers kamen sich Tomeka und Angelika und damit zwei Musikerinnen-Generationen spielerisch näher. Als dritte kam schließlich die junge Schlagzeugerin Savannah Harris hinzu, mit der sie 2022 das Debüt des Trios auf der Cologne Jazzweek spielten.

## Titelliste
- Angelika Niescier / Tomeka Reid / Savannah Harris: Beyond Dragons (Tntakt CD 412)[2]

1. Hic Svnt Dracones 11:14
2. Oscillating Madness 8:19
3. Risse 8:14
4. Morphoizm 5:31
5. Tannhauser Gate 5:21
6. A Dance, to Never End 9:05
7. Blue Line 4:45

Die Kompositionen stammen von Angelika Niescier.

## Rezeption

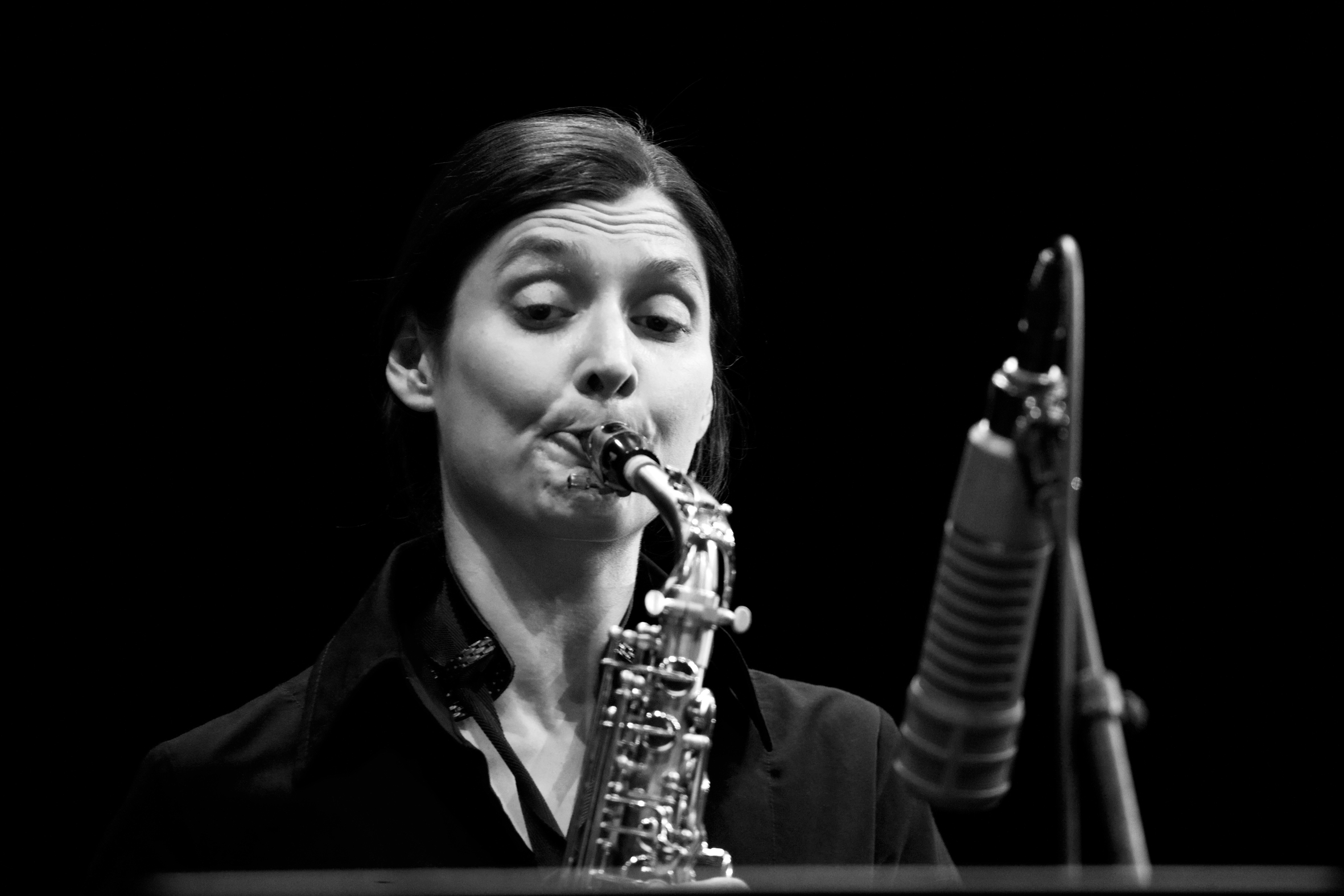
Angelika Niescier auf dem Moers Festival 2008

Beyond Dragons würde wie eine Verfolgungsjagd klingen, schrieb Dave Sumner (Daily Bandcamp). Es existiere in einem Zustand ständiger Bewegung, sei immer ein wenig vergänglich und enthülle nie alles, was es gebe. Aber diese Musik sei keineswegs schwer fassbar. Es behaupte sich im Zentrum der Dinge und mache sich bemerkbar. Auch wenn Niescier, Reid und Harris den Ton auf ein drängendes Flüstern reduzieren, sei die Musik präsent.
Die sieben Stücke auf „Beyond Dragons“ würden bei aller unberechenbaren, zerklüfteten Wildheit dennoch eine ausgewogene Dramaturgie abdecken, meinte Stefan Pieper (NRW Jazz). Neben hitzigem Powerplay w auch der kontemplativen Klangerkundung, die vor allem von Tomeka Reids Cello ausgeht, viel Raum gegeben. Dem freien Improvisationsfluss stehe ein hochintelligentes Koordinatensystem zur Seite, welches Angelika Niesciers auskomponierte Ideen und Strukturen vorgeben. Sie selbst bezeichne dieses Verfahren als „modulare“ Kompositionstechnik.
Die sieben Niescier-Kompositionen umfassten hier schnelle, schroffe Stücke mit abrupt in Intervallen aufsteigenden Themen, stimmartige Tondichtungen aus leisen Saxofonausbrüchen oder Tastenflattern wie Flügelschlägen, sich wiederholende Schleifenmuster, die sich zu perkussiven Schlägen steigern, stellte John Fordham im Guardian fest. Free Jazz und die immense Improvisationskompetenz dieser drei würden den drängenden Lärm dieser Musik vorantreiben, aber das Ohr einer Komponistin verleihe ihr Form, Drama und Kontrast, die die Aufmerksamkeit fesselten.
Das Trio zeige sich in seinen kraftvollsten Momenten von seiner besten Seite, urteilte Chris May (All About Jazz), aber Niescier habe auch einen dunkleren, mysteriöseren Aspekt, der in „Oscillating Madness“ zum Vorschein komme, was Reid die Möglichkeit gebe, die Nuancen des Tracks mit ihrem überragenden Coll’arco-Spiel zu verfolgen. Aber auch hier brodele die kaum gezügelte Energie des Trios knapp unter der Oberfläche. Niescier katalysiere mit erstaunlicher Ausdauer und Bandbreite die Vitalität ihrer Kolleginnen. Ihre rhythmische Geschicklichkeit ermögliche es ihr, eine einzelne, sich wiederholende Note Bände sprechen zu lassen, und da Harris und Reid bei jeder Bewegung auf sie eingestellt seien, würden die drei Musikerinnen, die als Einheit agierten, dieser Musik ihre Kraft verleihen.
John Fordham zählte es im Guardian zu den zehn besten Jazzalben des Jahres und schrieb, die preisgekrönte Saxophonistin Angelika Niescier gehöre zu der jüngeren europäischen Generation, die von den Inspirationen des Postbop beeinflusst wurde. Mit ihrer Band bereise sie hier kompliziert verdrehte, manchmal an Anthony Braxton erinnernde melodische Labyrinthe, zart treibende Tongedichte und spannende Anstiege zu perkussiven Ausbrüchen.